# Neozythia nectrioidea
Neozythia nectrioidea är en svampart som först beskrevs av Franz Petrak, och fick sitt nu gällande namn av Franz Petrak 1958. Neozythia nectrioidea ingår i släktet Neozythia, ordningen disksvampar, klassen Leotiomycetes, divisionen sporsäcksvampar och riket svampar.   Inga underarter finns listade i Catalogue of Life.